# 第二波女性主義
第二波女權主義運動（英語：Second-wave feminism）是女性主義者的一場社會運動，始于 20 世纪 60 年代初，一直持续到 1990 年代初开始的第三波女权主义，前后历经二十多年，其目的是在 19 世纪末和 20 世纪初第一波女性主义运动成果的基础上提高妇女的地位，該波思潮對世界持續地造成影響，並衝擊了土耳其與以色列在內的國家。
第一波女权主义运动主要关注争取女性选举权，推翻阻碍性别平等的法律障碍（例如投票权和财产权），第二波女权主义运动则涵盖了更广泛的领域：性、家庭生活、工作场所、 生育权、社会上与日常生活里一直存在的不平等以及法律上的不平等。这是一场专注于批判整个父权制社会，以及以男性为主导的制度文化习俗的运动。第二波女权主义运动还引起人们对家庭暴力和婚内强奸问题的关注，建立了强奸危机中心（Rape crisis center）和妇女庇护所，并助推了监护权法和离婚法的修改。而女权主义者拥有的书店（Feminist bookstore）、信用合作社和餐馆为此次运动提供了支持。
至于第二波女权主义运动的对象中缺少黑人、其他有色人种女性、工人阶级女性，因为在一些表述中只是关注于白人中上层阶级女性遇到的性别歧视。一些人提出了一种观点——只关注在美国发生的事件，排除其他国家已有的经验，不重视白人反种族主义女权主义的作品。尽管“多元交织性”一词直到 1989 年第二波浪潮结束后才由金伯利·克伦肖 (Kimberlé Crenshaw) 创造，但在整个第二波女权主义运动，特别是 20 世纪 70 年代，有色人种女性一直在用笔杆子争取自己的权利，并不断地创建女权主义政治活动团体。
概念（即如上的“多元交织性”）的差异化是在第二波女权主义浪潮结束时被提出的——白人女权主义者的声音从运动早期就主导了运动。自由主义女性主义者致力于实现女性与男性平等，她们认为女性和男性具有相同的内在能力，而且，在一些学术领域、公共讨论及商业市场上，大众已经将某些技能社会化（即：在相关方面达成共识）。这种消除差异的方式（即：自由主义女性主义者实现其目的的方式）是通过在预先存在的压迫制度下工作来消除性别歧视，而不是挑战其制度本身。“平等”的实现可以通过为每个人提供相同的机会（无论其特权如何）来维护——而一个公平的机制可以解决社会的痼疾，找到针对当前问题的解决方案。
对第二波浪潮的普遍批评是，它忽视了女性间的差异，也没有考虑到如有色人种的黑人女性与白人女性所经历的性别歧视有何不同的问题——即使她们都是在父权社会面临着“不平等”。像奥德雷·洛德这样的作家批判性地思考了同质化的“姐妹情谊”怎样忽视了作为一个“人”的身份的其它因素——种族、性取向、年龄和阶级等（即：讨论女性权力时，不能单纯考虑“女人”这一要素，其它诸如以上的因素也不容忽视）。
“第二波女权主义浪潮”一词是由美国记者玛莎·李尔 (Martha Lear) 在 1968 年 3 月《纽约时报》杂志的一篇题为“第二次女权主义浪潮：这些女性想要什么？”的文章中引入的。她写道：“支持者称此次活动为第二次女权主义浪潮，第一波女权主义浪潮在迎来夺取选举权的伟大胜利之后退出了历史的潮流。”
“浪潮（wave）”一词将争取自身合法权利的首批妇女参政者与 20 世纪 6, 70 年代的女权主义者联系再了一起。现如今，它不仅被用来区分一直以来女权主义的不同斗争方向，还被用以建立争取公正、平等的抗争，并被作为帮助后来者理解其历史的一种方式。然而，这个比喻受到了女权主义者的批评，因为它只是简单地将女权团体内部的矛盾与女权主义者的不同信仰一言以蔽之。许多学者认为，第三波女权主义运动的开始是由于第二波运动问题的爆发，而不仅仅是一次新运动的开始。
许多历史学家认为，美国第二波女权主义运动于 20 世纪 80 年代初结束，女权主义团体内部围绕性和色情等问题展开的争论（反色情女性主义），开启了 1990 年代初的第三波女权主义时代。
该运动还与黑人权力运动（Black power movement）、非裔美国人民权运动、奇卡诺运动（Chicano Movement）和同性恋解放运动一道，掀起了少数族裔争取话语权的斗争。
第二波女性主義的代表人物有卡蜜兒·帕利亞，吉曼·基爾。

## 餘波
第二波女性主義的代表人物吉曼·基爾拒绝承认做了“性别手术的男人”是“女人”，而称其为“变性女人”。这让她遭受到了大批跨性别主义者的攻击和抗议。她还指出“变性女人”需要长期服用药物维持，所以药企在跨性别运动中获益颇丰资本，在这场LGBT權利运动中起到了巨大的推动作用。

## 延伸閱讀
- Boxer, Marilyn J. Jean H. Quataert, and Joan W. Scott, eds. Connecting Spheres: European Women in a Globalizing World, 1500 to the Present (2000),
- Cott, Nancy. No Small Courage: A History of Women in the United States  (2004)
- Freedman,  Estelle B. No Turning Back: The History of Feminism and the Future of Women (2003)
- MacLean, Nancy. The American Women's Movement, 1945–2000: A Brief History with Documents (2008)
- Offen, Karen; Pierson, Ruth Roach; and Rendall, Jane, eds. Writing Women's History: International Perspectives (1991)
- Prentice, Alison and Trofimenkoff, Susan Mann, eds. The Neglected Majority: Essays in Canadian Women's History (2 vol 1985)
- Ramusack, Barbara N., and Sharon Sievers, eds. Women in Asia: Restoring Women to History (1999)
- Rosen, Ruth. The World Split Open: How the Modern Women's Movement Changed America (2nd ed. 2006)
- Roth, Benita. Separate Roads to Feminism: Black, Chicana, and White Feminist Movements in America's Second Wave. Cambridge, MA: Cambridge University Press, 2004.
- Stansell, Christine. The Feminist Promise: 1792 to the Present (2010)
- Thébaud, Françoise. "Writing Women's and Gender History in France: A National Narrative?" Journal of Women's History, Spring 2007, Vol. 19 Issue 1, pp 167–172.
- Zophy, Angela Howard, ed. Handbook of American Women's History (2nd ed. 2000)